# Yingluck Shinawatra
Yingluck Shinawatra (tiếng Thái: ยิ่งลักษณ์ ชินวัตร, phiên âm: Din-lác Chin-na-vát, sinh ngày 21 tháng 6 năm 1967) còn có biệt danh Pu (tiếng Thái: ปู, đọc là Bu), là một doanh nhân và chính trị gia người Thái Lan, bà trở thành Thủ tướng thứ 28 của Thái Lan sau tổng tuyển cử năm 2011. Yingluck là nữ Thủ tướng đầu tiên của Thái Lan, và là Thủ tướng trẻ tuổi nhất trong hơn 60 năm. Bà bị bãi chức Thủ tướng vào ngày 7 tháng 5 năm 2014 theo một phán quyết của Tòa án Hiến pháp, với tội danh lạm quyền.
Bà sinh tại tỉnh Chiang Mai trong một gia đình Khách Gia giàu có, tên tiếng Hoa của bà là 丘英樂 (Khâu Anh Lạc). Bà nhận bằng cử nhân của Đại học Chiang Mai và bằng thạc sĩ của Đại học Bang Kentucky, đều về quản trị công. Sau đó, bà trở thành một ủy viên ban quản trị trong các doanh nghiệp do anh trai bà là Thaksin Shinawatra thành lập, và sau đó trở thành chủ tịch của công ty phát triển bất động sản SC Asset và giám đốc điều hành của công ty viễn thông Advanced Info Service.
Tháng 5 năm 2011, Đảng Pheu Thai đề cử Yingluck làm ứng cử viên của đảng cho chức vụ Thủ tướng trong tổng tuyển cử cùng năm. Bà vận động tranh cử dựa trên một cương lĩnh về hòa giải dân tộc, diệt trừ nghèo khổ, và giảm thuế thu nhập doanh nghiệp, kết quả là thắng phiếu lớn. Ngày 7 tháng 5 năm 2014, Tòa án Hiến pháp Thái Lan lệnh cho Yingluck Shinawatra từ chức sau nhiều tháng khủng hoảng chính trị. Tòa án phán quyết bà lạm quyền trong hành động thuyên chuyển Chủ tịch Hội đồng An ninh Quốc gia Thawil Pliensri vào năm 2011 để lấy chỗ cho một ủng hộ viên của Pheu Thai.
Sau khi các cuộc biểu tình chống lại Chính phủ của bà vào cuối năm 2013, bà đã yêu cầu giải tán Quốc hội vào ngày 9 tháng 12 năm 2013, dẫn đến một cuộc bầu cử nhanh, nhưng vẫn tiếp tục làm Thủ tướng Chính phủ. Ngày 7 tháng 5 năm 2014, Toà án Hiến pháp Thái Lan đã đưa Yingluck Shinawatra khỏi chức vụ Thủ tướng và Bộ trưởng Quốc phòng sau nhiều tháng khủng hoảng chính trị. Sau cuộc đảo chính quân sự tháng 5 năm 2014, Yingluck bị bắt cùng với các bộ trưởng nội các và các nhà lãnh đạo chính trị của tất cả các đảng và bị tạm giam giữ tại một trại quân trong một vài ngày trong khi cuộc đảo chính được củng cố.
Bà đã đóng tiền để tại ngoại. Ngày 25 tháng 8 năm 2017, Tòa án Tối cao Thái Lan đã phát lệnh bắt giữ bà Yingluck vì đã không đến hầu tòa dù trước đó luật sư của bà thông báo lý do vắng mặt tại tòa là vì bị đau tai và xin hoãn xét xử. Mức tiền thế chân của bà nộp cho tòa án là 30.000 USD bị niêm phong. Người ta thông báo bà đã lưu vong tại Dubai hai ngày trước khi Tòa án tối cao Thái Lan phát lệnh bắt giam bà.

## Sinh hoạt ban đầu và sự nghiệp kinh doanh

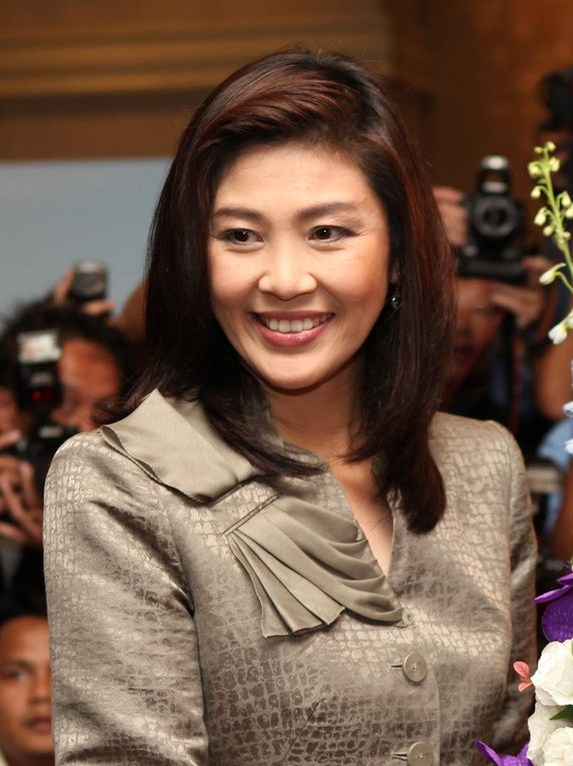
Yingluck Shinawatra tại Đại sứ quán Hoa Kỳ tại Bangkok, tháng 7 năm 2011

Yingluck Shinawatra là con út trong 9 con của Loet và Yindi. Cha của bà từng là một nghị sĩ Quốc hội Thái Lan đại diện cho Chiang Mai. Bà mang huyết thống của vương thất Chiang Mai cũ thông qua bà nội là Quận chúa Chanthip na Chiangmai (chút của Quốc vương Thammalangka của Chiang Mai). Yingluck trưởng thành tại Chiang Mai và theo học sơ trung học tại Học viện Regina Coeli, một trường nữ sinh tư thục, và theo học cao trung học tại Học viện Yupparaj. Bà tốt nghiệp với một bằng cử nhân của Khoa Khoa học Chính trị và Quản trị công thuộc Đại học Chiang Mai vào năm 1988 và nhận một bằng thạc sĩ (chuyên ngành Hệ thống thông tin quản lý) của Đại học Tiểu bang Kentucky vào năm 1991.
Yingluck bắt đầu sự nghiệp trong vai trò là một thực tập sinh tiêu thụ và tiếp thị tại Công ty Hữu hạn Danh bạ Shinawatra, một doanh nghiệp danh bạ điện thoại do AT&T International thành lập. Sau đó, bà trở thành giám đốc thu mua và giám đốc điều phối. Năm 1994, bà trở thành tổng giám đốc của Rainbow Media, một công ty con của Công ty Quảng bá Quốc tế IBC (sau trở thành TrueVisions). Bà rời khỏi chức vụ Phó tổng giám đốc điều hành của IBC vào năm 2002, và trở thành giám đốc điều hành của Advanced Info Service (AIS), nhà điều hành điện thoại di động lớn nhất của Thái Lan. Sau khi bán Shin Corporation (công ty mẹ của AIS) cho Temasek Holdings, Yingluck từ chức tại AIS, song vẫn là giám đốc điều hành của SC Asset Co Ltd, là công ty phát triển bất động sản của gia tộc Shinawatra. Bà bị Ủy ban Chứng khoán và Giao dịch của Thái Lan điều tra về giao dịch nội bộ có thể có sau khi bà bán cổ phần của mình trong AIS lấy lợi nhuận trước khi Shin Corporation được bán cho Temasek Holdings. Tuy nhiên, không có lời buộc tội nào được đưa ra. Yingluck Shinawatra cũng là một thành viên ủy ban và thư ký của Thaicom.
Yingluck nhận được 0,68% cổ phần của Shin Corp trong số 46,87% mà Thaksin Shinawatra cùng vợ ông nắm giữ vào năm 1999. Ủy ban Thẩm tra Tài sản do chính phủ quân sự bổ nhiệm buộc tội rằng Yingluck lập giao dịch giả và rằng "đã không có chi trả thực cho mỗi cổ phần Ample Rich Co.,Ltd được bán" và "giao dịch được thực hiện trên một cơ sở giá ở mức trung bình để tránh thuế thu nhập, và toàn bộ tiền lãi cổ phần do Shin chi trả cho những người này được chuyển sang tài khoản ngân hàng của [chị dâu bà] Potjaman". Tuy nhiên, AEC không truy cứu một vụ tố tụng chống Yingluck. Yingluck đáp lại rằng gia tộc bà là nạn nhân của ngược đãi chính trị.
Bà có một con trai tên là Supasek với người chồng không giá thú Anusorn Amornchat. Anusorn là một ủy viên quản trị của Tập đoàn Charoen Pokphand và giám đốc điều hành của M Link Asia Corporation PCL. Chị gái bà là Yaowapa Wongsawat, là phu nhân của cựu thủ tướng Somchai Wongsawat.

## Sự nghiệp chính trị

### Lập đảng Pheu Thai
Ngày 2 tháng 12 năm 2008, Tòa án Hiến pháp giải thể Đảng Quyền lực Nhân dân cầm quyền và cấm chỉ các thành viên ban chấp hành của đảng hoạt động chính trị trong 5 năm, sau đó các nghị sĩ quốc hội từng thuộc đảng này lập ra Đảng Pheu Thai. Yingluck được yêu cầu trở thành thủ lĩnh của đảng, song bà từ chối, nói rằng bà không có nguyện vọng trở thành thủ tướng và muốn tập trung vào kinh doanh. Yongyuth Wichaidit trở thành thủ lĩnh của đảng.
Các điện báo ngoại giao của Hoa Kỳ bị rò rỉ vào năm 2011 tiết lộ rằng trong một hội nghị vào ngày 9 tháng 9 năm 2009, cựu Phó Thủ tướng và "đồng minh thân cận của Thaksin" Sompong Amornvivat nói với Đại sứ Hoa Kỳ tại Thái Lan Eric John rằng ông ta không dự kiến một vị thế lớn cho Yingluck trong Đảng Pheu Thai, và rằng "bản thân Thaksin không khát vọng nâng cao hình ảnh của bàn trong đảng, và tập trung hơn vào tìm cách duy trì tự thân tham chính." Tuy nhiên, trong một điện báo đề ngày 25 tháng 11 năm 2009, Đại sứ Hoa Kỳ tại Thái Lan ghi rằng trong một hội nghị với Yingluck, bà nói một cách tự tin về "các hoạt động, chiến lược và mục tiêu" của Đảng Pheu Thai và dường như "đĩnh đạc hơn nhiều" so với các hội nghị trước đó. Điện báo trích lời Yingluck nói rằng "Ai đó có thể ung dung xuất hiện tương đối muộn trong ván cờ và nắm quyền kiểm soát đảng và giữ chức thủ tướng kế tiếp."

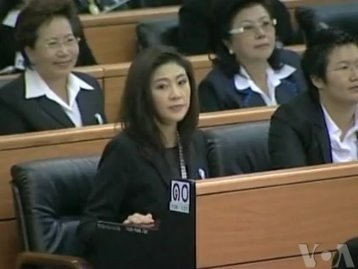
Yingluck khi còn là nghị sĩ.

Tài khoản ngân hàng của Yingluck nằm trong số 86 tài khoản mà chính phủ Abhisit cáo buộc là được sử đụng để tài trợ cho những người kháng nghị Áo Đỏ trong các cuộc biểu tình của phái này vào năm 2010. Tuy nhiên, chính phủ không truy cứu bất kỳ hành động pháp lý nào chống lại bà. Cục Điều tra Đặc biệt tuyên bố rằng từ 28 tháng 4 năm 2009 đến tháng 5 năm 2010, 150 triệu baht được gửi vào một trong các tài khoản của bà trong khi 166 triệu baht được rút đi. Chỉ trong ngày 28 tháng 4 năm 2010, 144 triệu baht được rút.

### Lãnh đạo Đảng Pheu Thai
Yongyuth tuyên bố ý định từ chức lãnh đạo đảng vào cuối năm 2010. Sự suy xét về một cuộc bầu cử sớm vào đầu năm 2011 tăng cường tranh luận nội bộ về lãnh đạo đảng. Các ứng cử viên sáng giá là Yingluck và Mingkwan Sangsuwan- người lãnh đạo đảng đối lập trong một cuộc bỏ phiếu bất tín nhiệm bất thành chống chính phủ liên minh do Đảng Dân chủ lãnh đạo. Cho đến ngày 28 tháng 1 năm 2011, Yingluck tiếp tục bác bỏ chức vụ lãnh đạo đảng, lặp lại rằng bà muốn tập trung vào kinh doanh. Tuy nhiên, bà được chính trị gia kỳ cựu Chalerm Yubamrung tán đồng.
Ngày 16 tháng 5 năm 2011, Đảng Pheu Thai bỏ phiếu đề tên Yingluck làm ứng cử viên đứng đầu trong hệ thống bầu cử theo danh sách đảng trong tổng tuyển cử dự kiến vào ngày 3 tháng 7. Tuy nhiên, bà không được lập làm lãnh đạo đảng và không tham gia ban chấp hành của đảng. Quyết định cuối cùng do Thaksin tiến hành. "Ai đó nói bà là người mà tôi mượn danh. Điều này không chính xác. Tuy nhiên, có thể nói rằng Yingluck là bản sao của tôi... Điều quan trọng khác là Bà Yingluck là em gái tôi và bà có thể thực thi các quyết định cho tôi. Bà ấy có thể nói có hoặc không nhân danh tôi".

### Tổng tuyển cử 2011 và trở thành thủ tướng

#### Chiến dịch bầu cử
Pheu Thai vận động tranh cử với một khẩu hiệu "Thaksin nghĩ, Pheu Thai hành động". Chủ đề vận động tranh cử chủ yếu của Yingluck là hòa giải sau khủng hoảng chính trị kéo dài từ năm 2008 đến năm 2010, cực độ là quân đội trấn áp những người kháng nghị khiến cho gần 100 người kháng nghị thiệt mạng và hàng nghìn người bị thương. Bà hứa trao quyền cho Ủy ban Chân tướng và Hòa giải Độc lập của Thái Lan (ITRC), thể chế mà chính phủ do Đảng Dân chủ lãnh đạo lập ra để điều tra các vụ sát hại.
Yingluck cũng đề xuất một đại xá cho toàn bộ các sự kiện lớn có động cơ chính trị diễn ra từ chính biến năm 2006, có thể bao gồm bản thân đảo chính, tòa án phán quyết cấm chỉ các thủ lĩnh của Thai Rak Thai và Quyền lực Nhân dân giữ các chức vụ công, Liên minh Nhân dân vì Dân chủ (PAD) chiếm giữ Tòa nhà Chính phủ và hai sân bay Don Muang và Suvarnabhumi, trấn áp quân sự vào năm 2009 và 2010, và kết án Thaksin Shinawatra lạm quyền. Đề xuất bị chính phủ công kích kịch liệt, cho rằng Thaksin được ân xá đặc biệt, và dẫn đến hoàn trả cho ông tài sản 46 triệu baht bị chính phủ tịch thu với danh nghĩa tiền phạt. Tuy nhiên, Yingluck bác bỏ hoàn trả các tài sản bị tịch thu là một điều kiện tiên quyết đối với Đảng Pheu Thai, và lặp lại rằng bà không có ý định cấp ân xá riêng cho một cá nhân nào. Chính phủ đổ lỗi cho Pheu Thai về thương vong trong trấn áp quân sự.
Yingluck mô tả một tầm nhìn vào năm 2020 về diệt trừ nghèo nàn. Bà hứa giảm thuế thu nhập doanh nghiệp từ 30% xuống 23% và sau đó là 20% vào năm 2013 và tăng lương tối thiểu lên 300 baht/ngày và lương tối thiểu cho người tốt nghiệp đại học lên 15.000 baht/tháng. Các chính sách nông nghiệp của bà gồm có cải thiện lãi cho nông dân và cấp các khoản vay lên đến 70% thu nhập dự tính, dựa trên một mức giá gạo đảm bảo là 15.000 baht/tấn.

#### Lập chính phủ
Thăm dò ngoài điểm bỏ phiếu cho thấy Phue Thái thắng phiếu lớn, dự tính thằng đến 310 ghế trong tổng số 500 ghế tại nghị viện. Tuy nhiên kết quả chính thức là 265 ghế và 47% phiếu cho Pheu Thai, với tỷ lệ đi bầu là 75,03%. Có 3 triệu phiếu không hợp lệ và nó được cho là nguyên nhân gây khác biệt giữa kết quả thăm dò ngoài điểm bỏ phiếu và kiểm phiếu chính thức. Đây là lần thứ hai trong lịch sử Thái Lan có một chính đảng đơn nhất giành hơn một nửa số ghế trong nghị viện; lần đầu là vào năm 2005 với Đảng Thai Rak Thai của Thaksin.
Yingluck nhanh chóng lập một liên minh với các đảng Chartthaipattana (19 ghế), Chart Pattana Puea Pandin (7 ghế), và Phalang Chon (7 ghế), và Mahachon (1 ghế), và Tân Dân chủ (1 ghế), với tổng cộng 300 ghế. Bộ trưởng Quốc phòng Prawit Wongsuwan phát biểu rằng ông chấp thuận kết quả bầu cử, và sau khi thảo luận với các nhà lãnh đạo quân sự đã quyết định sẽ không can thiệp.

## Thủ tướng Thái Lan

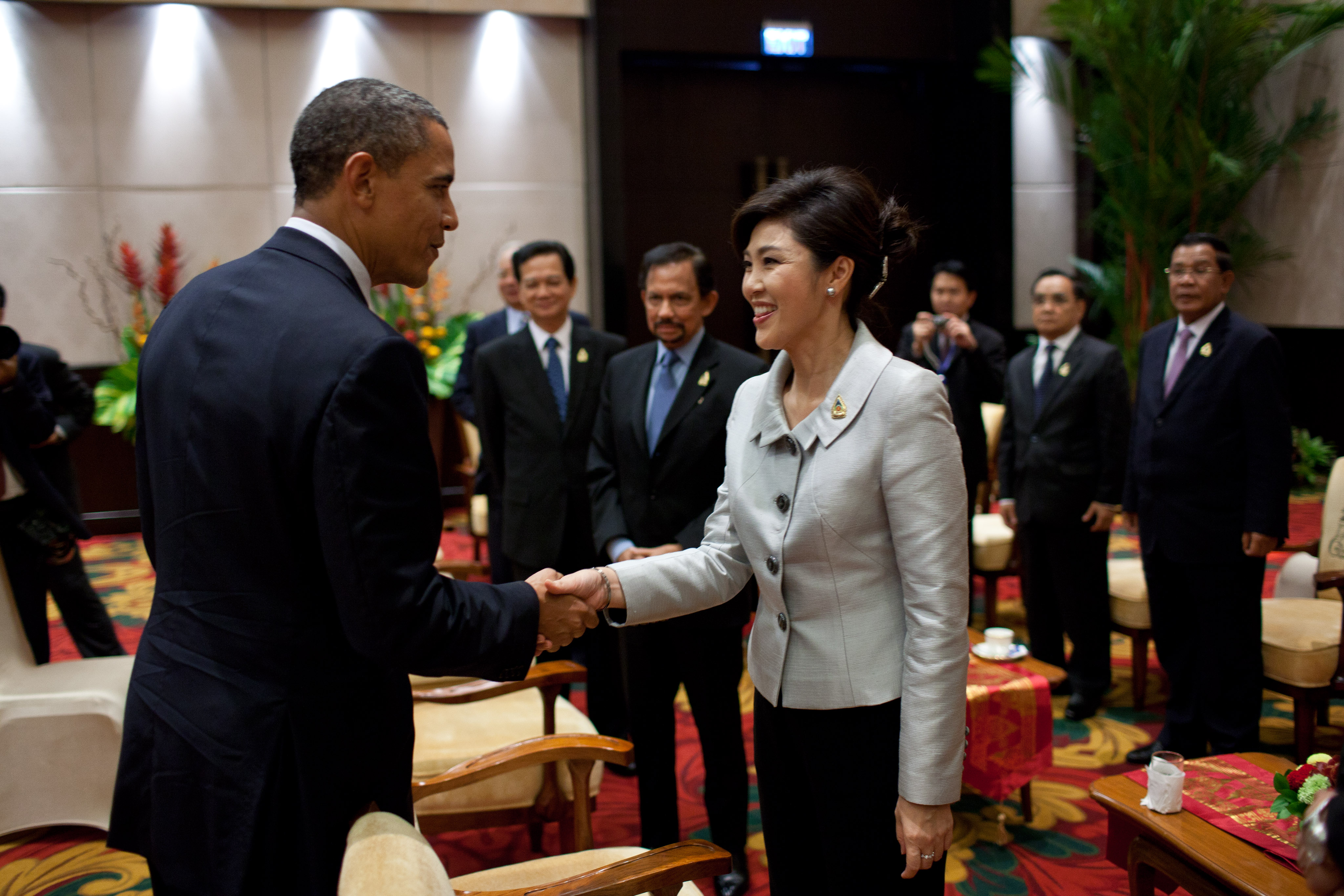
Yingluck chào Tổng thống Hoa Kỳ Barack Obama tại Hội nghị Thượng đỉnh ASEAN tại Nusa Dua, Bali, Indonesia, 18 tháng 11 năm 2011

Sau tổng tuyển cử, phiên họp riêng biệt đầu tiên của Hạ nghị viện được tổ chức vào ngày 5 tháng 8 để bầu một tân thủ tướng. 296 trong số 500 thành viên của nghị bỏ phiếu tán thành để Yingluck Shinawatra làm thủ tướng, ba người phản đối, và 197 phiếu trắng. Chủ tịch Quốc hội là Somsak Kiatsuranont khuyến nghị Quốc vương Bhumibol Adulyadej bổ nhiệm Yingluck làm thủ tướng vào ngày 8 tháng 8. Tuyên bố bổ nhiệm bà làm thủ tướng được hồi tố, có hiệu lực từ 5 tháng 8. Yingluck lập Hội đồng Bộ trưởng vào ngày 9 tháng 8. Bà cùng các bộ trưởng tuyên thệ nhậm chức vào ngày 10 tháng 8.
Các thành viên chủ yếu trong nội các của Yingluck gồm Bộ trưởng Nội vụ Yongyuth Wichaidit, Bộ trưởng Tài chính Thirachai Phuvanatnaranubala, và Bộ trưởng Quốc phòng Yuthasak Sasiprapa. Trong nội các của Yingluck không có các thành viên Áo Đỏ từng lãnh đạo kháng nghị chống chính phủ do Đảng Dân chủ lãnh đạo.
Khảo sát sau khi nội các của bà được công bố cho thấy nội các được đánh giá cao nhất về năng lực kinh tế. Điều này cũng thể hiện rằng Yingluck được ủng hộ phổ biến hơn người anh Thaksin của bà.
Trong mùa mưa năm 2011, Thái Lan đón lượng mưa lớn nhất trong vòng 50 năm. Nạn lụt nhanh chóng lan từ bắc đến trung lưu vực sông Chao Phraya, và đến đầu tháng 10, tỉnh Ayutthaya ở phía bắc của Bangkok hầu như bị ngập lụt. Yingluck lập các hoạt động giám sát và cứu trợ lũ lụt tập trung vào giữa tháng 8 và tiến hành công du các tỉnh bị lụt từ ngày 12 tháng 8. Yingluck cũng cam kết đầu tư cho các dự án phòng ngừa lũ lụt dài hạn, bao gồm xây dựng các kênh tiêu nước. Các biện pháp cắt lũ bị ngăn trở do tranh chấp giữa các bên khác nhau của hàng rào ngăn lũ: người bên phía bị ngập tại trong một số trường hợp đã phá hoại các hàng rào, đôi khi dẫn đến đối dầu vũ trang. Thủ lĩnh đối lập Abhisit Vejjajiva và các nhà lãnh đạo quân sự kêu gọi Yingluck tuyên bố tình trạng khẩn cấp, nhằm cho quân đội quyền lực lớn hơn để đối phó với phá hoại. Abhisit Vejjajiva từng tuyên bố tình trạng khẩn cấp vào năm 2010 để trấn áp những người kháng nghị. Yingluck bác bỏ vì cho rằng nó sẽ không cải thiện sự quản lý lũ lụt, song bà ban hành một cảnh báo tai họa và nó trao cho chính phủ của bà nhiều quyền lực hơn để kiểm soát lũ lụt.
Ngày 18 tháng 1 năm 2012, Yingluck tiến hành cải tổ nội các, phân công sáu thành viên nội các sang các chức vụ mới, bổ nhiệm mười bộ trưởng và cấp phó mới và bãi chức chín thành viên trong chính phủ. Hành động này được nhận định là một bước đi nhằm tăng cường trung thành với Thủ tướng và ứng phó với bất mẫn trước cách xử trí của chính phủ trong nạn lụt. Trong nội các này có Nattawut Saikua (Thứ trưởng Bộ Nông nghiệp), ông là thủ lĩnh đầu tiên của Mặt trận Thống nhất vì Dân chủ chống Độc tài. Ngày 30 tháng 6 năm 2013, Yingluck tiến hành cải tổ nội các lần thứ năm, thay đổi 18 chức vụ trong nội các. Bà tự đảm nhiệm chức vụ Bộ trưởng Bộ Quốc phòng.

### Đối phó với biểu tình

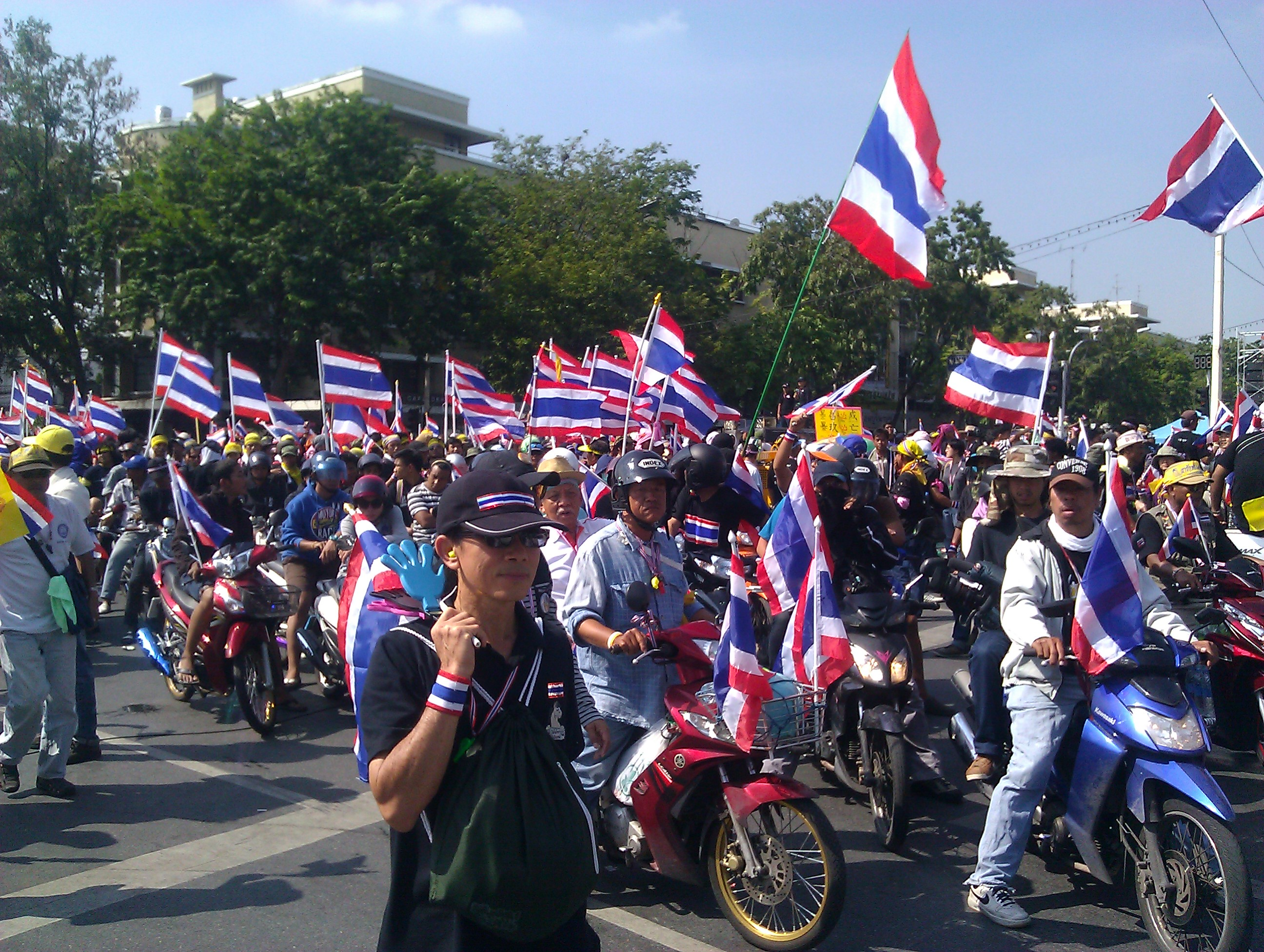
Biểu tình ở Bangkok tháng 12 năm 2013.

Dự luật đại xá được Hạ nghị viện do Pheu Thai chiếm đa số thông qua vào ngày 1 tháng 11 năm 2013. Theo dự thảo cuối cùng của dự luật, sẽ ân xá cho những người kháng nghị tham dự trong các sự kiện khác nhau trong bối cảnh bất ổn chính trị từ năm 2004, bãi bỏ kết tội Thaksin tham nhũng và hủy bỏ các buộc tội tàn sát đối với Abhisit và Suthep. Sau đó, nhiều cuộc biểu tình diễn ra khắp Bangkok, cùng một số thành phố thuộc tỉnh. Một số trường đại học và tổ chức ra tuyên bố chỉ trích dự luật. Đối diện với kháng nghị kịch liệt, Yingluck ra tuyên bố thúc giục Thượng nghị viện quan tâm đến nguyện vọng của dân chúng khi nghiên cứu dự luật. Các lãnh đạo của Đảng Pheu Thai cũng hứa không khôi phục dự luật, hay bất kỳ dự luật ân xá nào khác, nếu nó bị Thượng nghị viện bác bỏ. Đến ngày 11 tháng 11 năm 2013, Thượng nghị viện nhất trí bác bỏ dự luật. Tuy nhiên, kháng nghị tại Bangkok vẫn tiếp diễn, Suthep và tám nghị sĩ khác trong Đảng Dân chủ từ chức để lãnh đạo biểu tình, kêu gọi quần chúng đình công và thực hiện bất tuân dân sự.
Ngày 25 tháng 11 năm 2013, những người biểu tình chống chính phủ dưới sự lãnh đạo của Suthep bắt đầu tuần hành đến một số cơ quan chính phủ và tiến vào trong Bộ Tài chính, Cục Ngân sách, Bộ Ngoại giao và Cục Quan hệ Công cộng, buộc các cơ quan này đóng cửa. Cảnh sát không can thiệp do chính phủ lo ngại rằng điều này sẽ dẫn đến lặp lại đảo chính như hồi năm 2006. Yingluck áp dụng Đạo luật Nội an (ISA) tại Bangkok và tỉnh Nonthaburi, cùng các huyện Bang Phli và Lat Lum Kaeo lần lượt thuộc tỉnh Samut Prakan và Pathum Thani. Ngày 1 tháng 12 năm 2013, những người biểu tình nỗ lực tiến hành "chính biến nhân dân", tìm cách xâm nhập Tòa nhà Chính phủ và trụ sở Cảnh sát, song bị cảnh sát ngăn cản. Khoảng 2.700 binh sĩ không có vũ trang được triệu đến hỗ trợ cảnh sát. Đến chiều cùng ngày, Yingluck phải hoãn kế hoạch phỏng vấn với truyền thông và chuyển đến một địa điểm bí mật khi tòa nhà bà có mặt bị người biểu tình bao vây. Sau đó, Suthep đơn phương tuyên bố ông đã gặp Yingluck để đưa một tối hậu thư về "trao quyền lực cho nhân dân" trong vòng hai ngày. Ông tái xác nhận lập trường không chấp thuận Yingluck từ chức hoặc giải thể Hạ nghị viện, mà kêu gọi thay thế các quan chức đắc cử bằng một "Hội đồng Nhân dân" phi tuyên cử và thể chế này lựa chọn lãnh đạo. Yingluck bác bỏ các yêu cầu dựa trên cơ sở rằng đình chỉ quá trình dân chủ là vi hiến. Ngày 3 tháng 12 năm 2013, cảnh sát dỡ bỏ các rào chắn của mình và cho phép người biểu tình tiến vào địa điểm nhằm làm giảm căng thẳng nhân dịp kỷ niệm sinh nhật Quốc vương.
Ngày 28 tháng 11 năm 2013, Yingluck vượt qua bỏ phiếu bất tín nhiệm tại Hạ nghị viện. Ngày 8 tháng 12 cùng năm, toàn bộ 153 nghị sĩ của Đảng Dân chủ từ chức nằm gia tăng áp lực với chính phủ. Nhằm đối phó với đại biểu tình, Yingluck giải thể Hạ nghị viện vào ngày 9 tháng 12 năm 2013 và đề xuất tổng tuyển cử vào ngày 2 tháng 2 năm 2014, sau đó được ủy ban bầu cử phê chuẩn. Tuy nhiên, Đảng Dân chủ tuyên bố họ tẩy chay cuộc bầu cử vào tháng 2. Ngày 21 tháng 3 năm 2014, Tòa án Hiến pháp ra phán quyết vô hiệu hóa bầu cử do không được hoàn thành trong một ngày trên toàn quốc.

### Cáo buộc tư pháp
Với tư cách là chủ tịch của ủy ban lúa gạo, Yingluck phải đối diện với điều tra tư pháp khi cơ quan chống tham nhũng của Thái Lan điều tra vai trò của Thủ tướng trong chương trình trợ giá gạo, sau khi tiến hành buộc tội tham nhũng chính thức với hai thành viên trong nội các của bà. Ủy ban chống tham nũng Quốc gia (NACC) kiểm tra xem liệu bà có cẩu thả trong công việc của chủ tịch ủy ban. Mặc dù là chủ tịch, vào năm 2013 Yingluck tự nhận rằng bà chưa từng tham dự các hội nghị của Ủy ban chính sách lúa gạo Quốc gia. Ngày 8 tháng 5 năm 2014, Ủy ban chống tham nhũng Quốc gia nhất trí truy tố Yingluck trong vụ án tham nhũng chương trình trợ giá gạo.
Ngày 7 tháng 5 năm 2014, Tòa án Hiến pháp nhất trí bãi chức thủ tướng của Yingluck do thuyên chuyển vi hiến sĩ quan an ninh hàng đầu Thawil Pliensri khỏi chức vụ Tổng thư ký Ủy ban An ninh Quốc gia vào năm 2011. Thawil bị thuyên chuyển vào tháng 9 năm 2011, mở đường cho Cảnh sát trưởng đương nhiệm là Wichean thay thế ông. Priewpan Damapong, em trai vợ cũ của Thaksin, kế nhiệm Wichean làm cảnh sát trưởng. Yingluck lập luận rằng việc bổ nhiệm Priewpan không vì vụ lợi cho gia tộc của bà vì Thaksin đã ly dị Potjaman Damapong khi tiến hành thuyên chuyển.